# Морозевич Іван Антонович
Морозевич Іван Антонович (17 січня 1888, місто Симбірськ, Російська імперія — лютий 1920 (?), ?) — начальник штабу дивізії Дієвої Армії УНР.

## Біографія
Народився у місті Симбірськ.
Походив з родини польських засланців — вихідців з України. Закінчив Бєльську чоловічу гімназію, Одеське піхотне юнкерське училище, служив у 123-му піхотному Козловському полку (місто Курськ), у складі якого брав участь у Першій світовій війні.
У 1917 році закінчив один курс Академії Генерального штабу. Згодом — старший ад'ютант штабу 38-го армійського корпусу. Останнє звання у російській армії — штабс-капітан.
З 19 листопада 1918 року та у лютому — березні 1919 року — начальник штабу 1-ї козацько-стрілецької (Сірожупанної) дивізії Дієвої Армії УНР.
Учасник Першого Зимового походу: начальник штабу Збірної Волинської дивізії. Під час походу був залишений хворим на тиф в одному з сіл.
Подальша доля невідома.